# 아크라신
아크라신(영어: acrasin)은 점균류의 고유한 화학적 메신저를 총칭한다. 이러한 화학 물질은 많은 개별 세포들이 단일 거대 세포 또는 변형체(變形體, plasmodium)를 형성하기 위해 서로를 향해 이동해야 한다는 신호를 보낸다. 가장 초기에 확인된 아크라신 중 하나는 브라이언 셰퍼(Brian Shaffer)에 의해 딕티오스텔리움 디스코이데움(Dictyostelium discoideum)에서 발견된 cAMP였으며, 이는 가변형체(假變形體, pseudoplasmodium)를 형성할 때, 복잡한 소용돌이 맥동 나선형 패턴을 나타낸다.
아크라신이라는 이름은 영국의 시인 에드먼드 스펜서의 《요정 여왕》(The Faerie Queene)에 나오는 아크라시아(Akrasia)의 이름을 따와서 명명되었는데, 아크라시아는 남자들을 그들의 의지에 반하여 유혹한 다음 그들을 짐승으로 변모시켰다. 아크라시아 그 자체로는 자유 의지의 상실을 뜻하는 그리스어 "akrasia(자제력 없는 행위)"를 의미한다.

## 같이 보기
- 점균류